# Joseph de Podenas
Joseph, baron de Podenas (18 janvier 1782, Nogaro - 10 janvier 1851, Montpellier), est un magistrat et homme politique français.

## Biographie
Conseiller à la cour royale de Toulouse, Joseph de Podenas est élu, le 14 mai 1829, député du deuxième arrondissement de l'Aude (Narbonne). Il siège au côté gauche, dans les rangs des constitutionnels et signe l'adresse des 221 contre la politique de Jules de Polignac. Réélu, le 23 juin 1830, il adhère au gouvernement de Louis-Philippe. 
Il obtient le renouvellement de son mandat, le 5 juillet 1831, et rejoint le tiers parti. Podenas signa le compte-rendu de l'opposition en 1832. Il est battu le 21 juin 1834 par François Arago.
Il est ensuite[Quand ?] nommé président à la cour royale de Montpellier.
Il fait partie des célébrités du Juste Milieu représentées par Daumier.

## Sources
- « Joseph de Podenas », dans Adolphe Robert et Gaston Cougny, Dictionnaire des parlementaires français, Edgar Bourloton, 1889-1891 [détail de l’édition]